# Borromäische Ringe

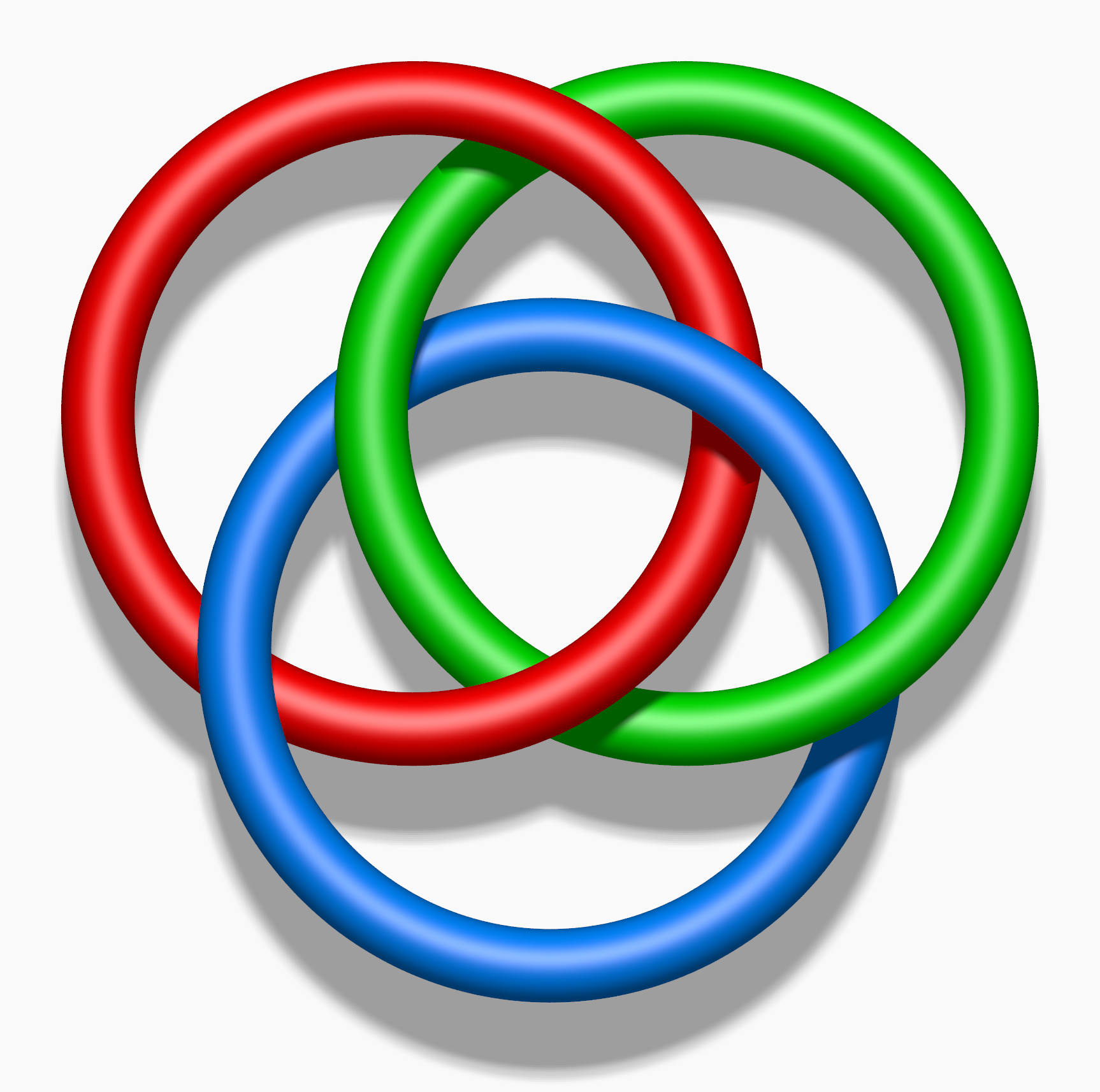
Borromäische Ringe

Die Borromäischen Ringe sind eine spezielle Anordnung von genau drei (biegsamen, nicht ebenen) Ringen, mathematisch gesprochen eine Verschlingung mit drei Komponenten, für die die Eigenschaft gilt:
Würde man einen der Ringe durch eine Manipulation, etwa durch Aufschneiden, entfernen, so wären auch die beiden anderen frei. Das heißt, die Ringe sind paarweise unverschlungen, obwohl alle drei zusammengenommen sich nicht voneinander trennen lassen. Diese Eigenschaft wurde vom Mathematiker Hermann Brunn formuliert und untersucht.
Ihren Namen haben sie von der italienischen Familie der Borromäer, die die Ringe in ihrem Familienwappen führte und als Knöpfe an ihren Uniformen trug.
Wegen der Brunnschen Eigenschaft galten und gelten die Ringe in vielen Kulturen der Welt als Symbol für Vernetzung oder für Stärke durch Einigkeit. Häufig werden die Ringe mit drei ebenen Kreisen abgebildet; eine solche Form ist aber geometrisch unmöglich.
Molekulare borromäische Ringe wurden von Fraser Stoddart und Kollegen synthetisiert.
Jacques Lacan unterschied in der Struktur der Subjektivität zwischen dem Imaginären, dem Symbolischen und dem Realen: Lacan beschäftigte sich mit Topologie und versuchte die Interdependenz dieser drei Begriffe mit Hilfe der borromäischen Ringe zu erläutern.